# فيرينس كراوس
فيرينك كراوس (بالألمانية: Ferenc Krausz) (و. 1962 م) هو فيزيائي، وأستاذ جامعي من النمسا .
وهو عضو في الأكاديمية الهنغارية للعلوم، والأكاديمية الروسية للعلوم .
حاز على جائزة نوبل في الفيزياء مشاركة مع آن لويلييه وبيير أغوستيني لعام 2023 عن"الطرق التجريبية التي تولد نبضات ضوئية في الأتوثانية لدراسة ديناميكيات الإلكترون في المادة:

## المسيرة الأكاديمية
من عام 1981 حتى عام 1985 درس كراوس الفيزياء النظرية في جامعة إيتفوس لوراند والهندسة الكهربائية في الجامعة التقنية في بودابست في المجر. من عام 1987 إلى عام 1991 تخرج بدرجة الدكتوراه في الجامعة التقنية في فيينا ، في النمسا، ومن عام 1991 إلى عام 1993 أجرى أيضًا تأهيله هناك. في الفترة من 1996 إلى 1998 أصبح أستاذًا مشاركًا، من عام 1999 حتى عام 2004 أستاذًا للهندسة الكهربائية في نفس المعهد.
في عام 2003 تم تعيينه مديرًا لمعهد ماكس بلانك للبصريات الكمومية في جارشينج، وفي عام 2004 أصبح رئيسًا لقسم الفيزياء التجريبية في جامعة لودفيغ ماكسيميليان في ميونيخ .

## جوائز
حصل على جوائز منها:
- - 2006 - جائزة جوتفريد فيلهلم لايبنيز[16]
  - 2006 – ميدالية التقدم والزمالة الفخرية من الجمعية الملكية للتصوير الفوتوغرافي  [لغات أخرى]‏[17]
  - 2009 – انتخب زميلاً في جمعية البصريات[18][14]
  - 2013 – جائزة أوتو هان  [لغات أخرى]‏[15]
  - 2015 – تم اختياره كحائز على جائزة Clarivate Citation في الفيزياء  [لغات أخرى]‏ مع بول كوركوم "لمساهماته في تطوير فيزياء الأتوثانية."[19]
  - 2016 – عضو في الأكاديمية الألمانية للعلوم ليوبولدينا . [20]
  - 2019 – وسام فلاديلين ليتوخوف.[21]
  - 2022 – جائزة وولف في الفيزياء مع آن لويلييه وكوركوم "للمساهمات الرائدة في علم الليزر فائق السرعة وفيزياء الأتوثانية".[13]
  - 2022 – جائزة BBVA Foundation Frontiers of Knowledge في العلوم الأساسية مع L'Huillier و Corkum.[22]
  - 2023 – جائزة نوبل في الفيزياء مع لويلييه وبيير أغوستيني "لأساليبهم التجريبية التي تولد نبضات ضوئية في الثانية لدراسة ديناميكيات الإلكترون في المادة."[23]